# Haunt
Haunt es un comic-book publicado por Image Comics, creado por los historietistas Todd McFarlane y Robert Kirkman. Comenzó su publicación en los Estados Unidos el 7 de octubre de 2009,
La trama está escrita por Robert Kirkman, dibujada por Greg Capullo, Ryan Ottley, y entintada en su mayoría por Todd McFarlane.

## Sinopsis
Haunt es la historia de Daniel Kilgore, un sacerdote católico al que se le aparece el fantasma de su hermano Kurt, un agente secreto asesinado. Los dos hermanos se combinan bajo la forma de un superhéroe simbionte
En una entrevista en 2008 con Newsarama, Robert Kirkman explicó que la trama inicial de Haunt trata sobre Kurt intentando resolver su propio asesinato. El 9 de febrero de 2009 en la convención de cómics de Nueva York, Robert Kirkman habló un poco sobre la serie:

La base central de la historia es que hay dos hermanos que se han odiado durante un largo tiempo y ahora tienen que interactuar porque uno de ellos ha muerto y su fantasma acecha al otro. Es un gran espectáculo de acción de ahí en adelante.

## Creación
Durante una charla en la Convención Internacional de Cómics de San Diego de 2006, Robert Kirkman, que estaba sentado entre la audiencia, preguntó a Todd McFarlane “por qué ya no trabajaba nunca más en cómics y que él era un gran fan”. Todd McFarlane, que no reconoció a Robert Kirkman, respondió, "Siempre he pensado que si has podido crear tu Mickey Mouse, ya está bastante bien. No tienes que crear también al Pato Donald a Goofy y a Minnie Mouse. Podría decirse que yo lo he hecho con, Spawn." Añadió, "Tengo algunas ideas, pero no doy más de mi." Brian Haberlin, que estaba sentado al lado de Todd McFarlane finalmente le dijo que la persona que preguntaba era Robert Kirkman. Después de intercambiar una serie de chistes, Todd McFarlane le dijo a Robert Kirkman si estaba interesado en colaborar en un proyecto, a lo que Kirkman accedió.
En 2007, Robert Kirkman y Todd McFarlane anunciaron que estaban trabajando juntos en una nueva serie titulada Haunt que iba a ser lanzada a comienzos de 2008.
En julio de 2008 Robert Kirkman explicó que la serie había sido retrasada debido a problemas con el dibujo. Posteriormente se anunció que Ryan Ottley y Greg Capullo se unían al equipo y que Todd McFarlane dibujaría las portadas.
En febrero de 2009, Image envió unas imágenes promocionales a Comic Book Resources.
Aunque las imágenes promocionales indicaban que la serie sería lanzada en verano de 2009, no fue hasta julio cuando Image anunció que la serie saldría el 7 de octubre de 2009 y que Todd McFarlane asumía la culpa de los retrasos.
Dijo, "se que ha sido un poco frustrante para Robert, pero ya llevamos dos años, ¿Qué son dos años y un mes? Tenemos que conseguirlo. Tenemos que hacerlo bien." En julio se lanzó una edición limitada de dieciséis páginas en la Convención Internacional de Cómics de San Diego de 2009.
El guionista de todos los números ha sido Robert Kirkman. El dibujo ha corrido a cargo de Ryan Ottley, Greg Capullo y Todd McFarlane en las portadas. Los entintadores han sido Todd McFarlane, Danny Miki y Jonathan Glapion. El colorista ha sido Fco Plasencia. Los rotulistas Richard Starkings y Comicraft.

## Personajes
- Padre Daniel Kilgore: Sacerdote católico.
- Kurt Kilgore: Un agente especial asesinado.
  - Haunt: La entidad formada por el espíritu de Kurt y el cuerpo de Daniel.
- Directora Beth Tosh: Antiguo amor de Kurt que actualmente ejerce de Director de la Agencia.
- Mirage: Antiguo amor de Kurt y agente secreto.
- Directora Asistente Theresa Rhodes: Agente durmiente sin activar.
- Señor Hurg: Señor del crimen obsesionado con la salud y la forma física.
- Cobra: Asesino contratado por el Señor Hurg.
- Amanda Kilgore: Viuda de Kurt y exmujer de Daniel. La relación se rompió debido a la infidelidad de Amanda con Kurt.

## Publicación
La serie fue publicada de la mano de Image Comics.
En España la serie ha sido recopilada en tomos por Planeta de Agostini publicando los seis primeros conjuntamente.

## Recepción
Ventas
Una semana antes de ser lanzado el primer número de Haunt, Rich Johnston anunció que las peticiones de dicho ejemplar alcanzaban ya el número de sesenta mil, que son las ventas de un ejemplar cualquiera de The Amazing Spider-Man.
Críticas
El número uno de Haunt fue recibido con división de opiniones. Jason Green de “PLAYBACK:stl” describió el número como "extraño, salvajemente violento pero también visceralmente estremecedor, gracias sobre todo al oscuro y evocativo dibujo." Green alabó a cada uno de los creadores de la historieta diciendo que se conjuntaban perfectamente.
Por el contrario, Jesse Schedeen de IGN dijo que Kirkman "no ofrecía nada de su magia en estos personajes. Daniel y Kurt no tienen profundidad. La serie es completa y totalmente triste. Se toma tan en serio a sí mismo que se convierte en un melodrama."
Chad Nevett de Comic Book Resources dijo que el dibujo era "decepcionante, ya que Ryan Ottley es mejor dibujante de lo que muestra en Haunt." Además también criticó que la lectura era "casi como una parodia de sí misma, con personajes muy oscuros (...) excesiva violencia (...) y un personaje diseñado bajo la influencia de los trabajos de McFarlane en Spider-Man."